# Archie Strimel
Archibald Louis Strimel, detto Archie (Cecil, 30 giugno 1918 – Cecil, 29 marzo 1990) è stato un calciatore statunitense, di ruolo portiere.

## Carriera

### Club
Ha sempre giocato nel campionato statunitense.

### Nazionale
Ha partecipato alle Olimpiadi del 1948.